# Залевский, Казимеж
Казимеж Залевский (Казимир Залевский; пол. Kazimierz Zalewski; 5 декабря 1849 в Плоцке—11 января 1919) — польский драматург и публицист.
Его первые драматические произведения были неудачны: «Wycieczka za granicę» (1872), «Z postępem» (1874), «Złe ziarno» (1876). Значительный шаг вперёд представляли уже следующие за ними произведения Залевского: «Spudłowali», «Dama trefłowa», «Pani podkomórzyna», «Artykuł 264». Начиная с комедий «Górą nasi» и «Friebe» автор ступил на дорогу лёгкой общественной сатиры. В его лучшей комедии «Friebe» изображена буржуазная среда, представители которой, несмотря на все разговоры о балансе, банках, векселях и т. п., ведут такую же пустую и легкомысленную жизнь, как и дворянство. Написал также комедии: «Lis w kurniku» и «Nasi zięciowie» и историческую драму «Marco Foscarini». 
Залевский был с 1875 редактором газеты «Wiek» и придерживался консервативных взглядов.